# Leyla Abdullayeva
Leyla Yashar gizi Abdullayeva (en azerí: Leyla Yaşar qızı Abdullayeva, 1981, Bakú) es una  diplomática azerbaiyana, Jefa del Servicio de Prensa del Ministerio de Asuntos Exteriores de la República de Azerbaiyán.

## Biografía
Leyla Abdullayeva nació en 1981 en Bakú. Estudió en la Universidad Estatal de Bakú, Facultad de Derecho Internacional y Relaciones Internacionales, licenciaturas y maestrías en relaciones internacionales.
Desde 2002, Abdullayeva ha ocupado cargos diplomáticos en varios departamentos del Ministerio de Relaciones Exteriores, en las Representaciones de la República de Azerbaiyán ante la OTAN, la Embajada de Azerbaiyán en el Reino de Bélgica y la Unión Europea. Anteriormente trabajó en el Ministerio de Relaciones Exteriores como Directora Adjunta de la Agencia de Desarrollo Internacional de Azerbaiyán (AIDA).
El 4 de octubre de 2018, Leyla Abdullayeva fue nombrada Jefa del Servicio de Prensa del Ministerio de Asuntos Exteriores de Azerbaiyán y actualmente ocupa este cargo.

## Premios
- Medalla "Distinción en el servicio diplomático" - 9 de julio de 2018.[3]